# Pietà z Tubądzina
Pietà z Tubądzina – przykład malarstwa tablicowego w Małopolsce doby późnego gotyku. Dzieło powstało w kręgu warsztatu anonimowego artysty znanego w literaturze jako Mistrz Opłakiwania. Datowane jest na połowę XV stulecia (ok. 1450). Obecnie znajduje się w Muzeum Narodowym w Warszawie.

## Dzieje
Do roku 1876 historia dzieła jest nieznana. W tymże roku dzieło przeszło konserwację, poświadcza to inskrypcja na odwrocie dzieła: R 1876 przez J. Walkiewicz. W roku 1937 obraz Pietà "pochodzący z okolic Łodzi" nabyło z rąk Jana Migdalskiego warszawskie Muzeum Narodowego. Pojęcie Pietà z Tubądzina utrwaliło się po badaniach nad obrazem w 1938. W 1940 skradziony przez Niemców, 1956 roku obraz rewindykowany przez MNW, gdzie prezentowany jest do dziś.

## Opis
Obraz ten został namalowany techniką tempery na desce. Przedstawia, zgodnie ze schematem piety, Matkę Boską trzymającą na kolanach martwego Jezusa. W całej scenie dominuje nastrój liryzmu. Ciało Chrystusa jest zesztywniałe, ręce kurczowo wygięte, a głowa bezwładnie opada do tyłu. Ciało zbroczone jest krwią, a mięśnie napięte. Jasny kolor spoczywających zwłok kontrastuje z ciemnymi, żałobnymi szatami Marii.
Maria siedzi na ziemi, co jest symbolem pokory i cnoty. Podtrzymuje ręką głowę syna, patrząc na nią. Na jej twarzy maluje się smutek i ból. Po obu stronach tej sceny umieszczone są anioły z pochylonymi głowami i smutnymi twarzami. Trzymają w rękach arma Christi – kij z gąbką, która nawiązuje do octu i żółci podanych Chrystusowi podczas Ukrzyżowania, oraz lancę, którą przebito bok. Pierwszy z aniołów przyciska do piersi kij i ma złożone w geście modlitewnym dłonie. W tle widoczny jest krzyż. Na drugim planie po lewej stronie ukazana jest klęcząca postać, będąca najprawdopodobniej wizerunkiem fundatora dzieła. Jego ubiór poświadcza, że był kapłanem.

## Analiza
Obraz łączy elementy charakterystyczne dla stylu małopolskiego, m.in. dwa przedstawienia Opłakiwanie Chrystusa – z Czarnego Potoku (Tarnów, Muzeum Diecezjalne) i z Żywca (Muzeum Ziemi Żywieckiej) z wpływami włoskimi (artyści kręgu Simone Martiniego) i niderlandzko-nadreńskimi (krąg Roberta Campina). O italianizmach świadczy trójkątna kompozycja, teatralne ułożenie ciał oraz uroda Marii. Wpływy północne zauważalne są w scenerii przedstawienia i dynamice fałdów szat. Natomiast nienaturalne wygięcie stóp i dłoni to nawiązanie do stylu małopolskiego.
Brak inskrypcji, herbu oraz wzmianek z ówczesnych źródeł o tym dziele utrudniają identyfikację osoby fundatora i pierwotne miejsce, natomiast forma obrazu zdradza pierwotną, podwójną funkcję. Obraz ma charakter wotywny, co poświadcza wymowna relacja między modlącym się fundatorem i Marią-Pośredniczką, która jednocześnie adoruje umarłego Jezusa. Ze względu na duże rozmiary obraz mógł służyć również jako element nastawy ołtarzowej.
Poczta Polska wydała serię znaczków "Wielkanoc", wśród których znalazła się Pietà z Tubądzina.